# 董海山
董海山（1932年10月18日—2012年2月3日），河北省滦县人，中国共产党党员，中国化工材料专家。

## 生平
1956年8月，北京工业学院炸药专业毕业。1961年，获列宁格勒苏维埃化工学院化学科学副博士。同年，进入第二机械工业部北京第九研究所（中国工程物理研究院前身）工作。1985年，获核工业部劳模、全国优秀科技工作者称号。1987年，获全国五一劳动奖章。
1992年，被聘为俄罗斯自然科学院外籍院士，2003年，当选为中国工程院冶金与材料工程学部院士。2011年2月3日凌晨因病医治无效，在绵阳科学城医院逝世，享年79岁。